# Thomas Bräutigam
Thomas Bräutigam (* 1958 in Bayreuth) ist ein deutscher Literatur- und Medienwissenschaftler.

## Werdegang
Bräutigam studierte Romanistik, Germanistik und Publizistik. 1995 wurde er an der FU Berlin mit einer Arbeit über Hispanistik im Dritten Reich promoviert. Bekannt geworden ist Thomas Bräutigam durch sein Hörspiel-Lexikon, das erste Nachschlagewerk seiner Art nach Reclams Hörspielführer von 1969.
Er ist auch ein Spezialist auf dem Gebiet der deutschen Filmsynchronisation und ihrer Sprecher. Dazu legte er die beiden umfangreichen Bücher Lexikon der Film- und Fernsehsynchronisation (2001) und Stars und ihre deutschen Stimmen. Lexikon der Synchronsprecher (2009) vor.
Thomas Bräutigam lebt als freier Autor in Berlin.

## Schriften
- Hispanistik im Dritten Reich. Eine wissenschaftsgeschichtliche Studie, Dissertationsschrift, Berlin 1995 (im Druck unter diesem Titel Frankfurt am Main 1997, ISBN 3-89354-865-3)
- Lexikon der Film- und Fernsehsynchronisation. Stars und Stimmen: Wer synchronisiert wen in welchem Film? Mehr als 2000 Filme und Serien mit ihren deutschen Synchronsprechern, Berlin 2001. ISBN 3-89602-289-X
- Hörspiel-Lexikon, Konstanz 2005. ISBN 3-89669-698-X
- Stars und ihre deutschen Stimmen. Lexikon der Synchronsprecher, Schüren Verlag, Marburg 2009 (ISBN 978-3-89472-627-0; zweite, jedoch vollständig anders konzipierte Neuauflage des Lexikons der Film- und Fernsehsynchronisation), 3. Aufl. 2013
- Klassiker des Fernsehfilms, Schüren Verlag, Marburg 2013. ISBN 978-3-89472-859-5
- Film im Transferprozess. Transdisziplinäre Studien zur Filmsynchronisation (Hrsg., zus. m. Nils Daniel Peiler), Schüren Verlag, Marburg 2015. ISBN 978-3-89472-926-4
- Klassiker des deutschsprachigen Dokumentarfilms. Schüren Verlag, Marburg 2019. ISBN 978-3-7410-0322-6
- Gefesselt im dunklen Raum. Filmrezeption in der Nachkriegszeit (1945-1960), Schüren-Verlag, Marburg 2024. ISBN 978-3-7410-0430-8